# Oligonychus chiapensis
Oligonychus chiapensis är en spindeldjursart som beskrevs av Estebanes och Baker 1968. Oligonychus chiapensis ingår i släktet Oligonychus och familjen Tetranychidae. Inga underarter finns listade i Catalogue of Life.